# Scherma ai I Giochi panamericani
I Giochi Panamericani di scherma del 1951 si sono svolti a Buenos Aires, in Argentina ed hanno visto lo svolgimento di 7 gare, 6 maschili e 1 femminile.

## Podi

### Uomini
| Evento      | Oro | Argento | Bronzo                                                                           |
| Spada       | | |                                                                                  |
| Individuale | Antonio Villamil                                                                                               | Benito Ramos | Edward Vebell                                                                    |
| A squadre   | Argentina Adolfo Guido Lavalle Raúl Saucedo Armando Repetto Floro Díaz Armesto Vito Simonetti Antonio Villamil | Stati Uniti Nate Lubell Byron Krieger Edward Vebell Albert Wolff Frederick Weber José deCapriles                       | Cuba Jorge Agostini Roberto García Carlos Lamar Roberto Mañalich Miguel Olivella |
| Fioretto    | | |                                                                                  |
| Individuale | Félix Galimi                                                                                                   | José Rodríguez | Nate Lubell                                                                      |
| A squadre   | Stati Uniti Nate Lubell Byron Krieger Edward Vebell Albert Wolff Tibor Nyilas José deCapriles                  | Argentina Félix Galimi Santiago Massini Raúl Saucedo Eduardo Sastre Fulvio Galimi José Rodríguez                       | Cuba Jorge Agostini Armando Barrientos Abelardo Menéndez Miguel Olivella         |
| Sciabola    | | |                                                                                  |
| Individuale | Tibor Nyilas                                                                                                   | George Worth | Estevão Molnar                                                                   |
| A squadre   | Stati Uniti Nate Lubell Byron Krieger George Worth José deCapriles Frederick Weber Tibor Nyilas                | Argentina Albino Agüero Ercole González Repetto José Casanova Celesia Edgardo Pomini Florencio Watkins Fernando Huergo | Brasile Virgílio Damásio de Sá Estevão Molnar Hugler Matt Frederico Serrão       |

### Donne
| Evento      | Oro           | Argento           | Bronzo        |
| Fioretto    |               |                   |               |
| Individuale | Elsa Irigoyen | Irma de Antequeda | Lilia Rositto |

## Medagliere
| #      | Nazione     | Oro | Argento | Bronzo | Totale |
| ------ | ----------- | --- | ------- | ------ | ------ |
| 1      | Argentina   | 4   | 4       | 1      | 9      |
| 2      | Stati Uniti | 3   | 2       | 2      | 7      |
| 3      | Messico     | 0   | 1       | 0      | 1      |
| 4      | Brasile     | 0   | 0       | 2      | 2      |
| 4      | Cuba        | 0   | 0       | 2      | 2      |
| Totale | Totale      | 7   | 7       | 7      | 21     |